# Tetragoneura vivanai
Tetragoneura vivanai är en tvåvingeart som beskrevs av Duret 1976. Tetragoneura vivanai ingår i släktet Tetragoneura och familjen svampmyggor. Inga underarter finns listade i Catalogue of Life.